# 代讷泽苏杜埃
代讷泽苏杜埃（法語：Dénezé-sous-Doué，法語：[denze su dwe] ⓘ，意为“杜埃下方的代讷泽”）是法国曼恩-卢瓦尔省的一个市镇，属于索米尔区。

## 地理
代讷泽苏杜埃（47°14'48"N, 0°16'30"W）面积23.77 平方千米，位于法国卢瓦尔河地区大区曼恩-卢瓦尔省，该省份为法国西部内陆省份，大致对应安茹地区，北起顺时针与马耶讷省、萨尔特省、安德尔-卢瓦尔省、维埃纳省、德塞夫勒省、旺代省、大西洋卢瓦尔省和伊勒-维莱讷省接壤。
与代讷泽苏杜埃接壤的市镇（或旧市镇、城区）包括：卢雷斯-罗什默尼耶、韦里、安茹地区杜埃、热讷-瓦勒德卢瓦尔。

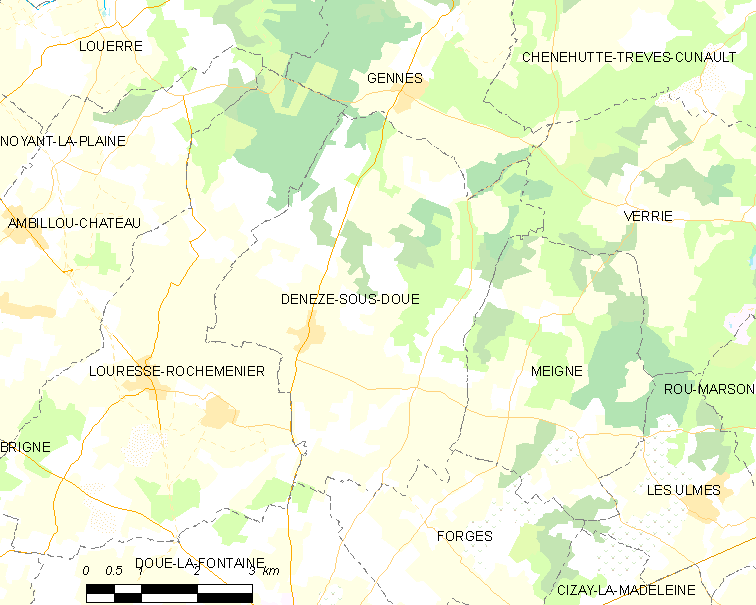
代讷泽苏杜埃的OSM定位图

代讷泽苏杜埃的时区为UTC+01:00、UTC+02:00（夏令时）。

## 行政
代讷泽苏杜埃的邮政编码为49700，INSEE市镇编码为49121。

## 政治
代讷泽苏杜埃所属的省级选区为安茹地区杜埃县。

## 人口

1962-2008年间代讷泽苏杜埃人口变化图示

代讷泽苏杜埃于2022年1月1日时的人口数量为442人。